# Hunnestad östra
Hunnestads östra är en bebyggelse belägen mellan Hunnestad och Grimetons kyrkby i Varbergs kommun, Hallands län. År 2020 klassade SCB det som en småort.
Göthriks skola ligger här